# 은행중학교
은행중학교(銀杏中學校)는 대한민국 경기도 성남시 중원구 은행동에 있는 공립 중학교이다.

## 학교 연혁
- 1991년 2월 18일 : 은행중학교 설립인가
- 1992년 3월 1일 : 초대 이준평 교장 취임
- 1992년 3월 5일 : 16학급 편성(821명 입학)
- 1995년 2월 15일 : 제1회 775명 졸업
- 2010년 3월 1일 : 인조잔디 구장 조성
- 2021년 3월 2일 : 혁신학교 운영
- 2021년 8월 31일 : 예술공감터(다목적실)구축 완료
- 2023년 3월 1일 : 제11대 지금숙 교장 취임
- 2023년 11월 30일 : 은목관(체육관&급식실)신축 준공
- 2024년 1월 5일 : 제30회 115명 졸업(졸업생 누계 9,284명)
- 2024년 1월 29일 : 인조잔디 운동장(트랙포함) 재조성 준공
- 2024년 3월 4일 : 신입생 110명 입학

## 참고 자료
- 은행중학교 - 한국교육학술정보원 학교알리미